# Açude Banabuiú
Açude Banabuiú är en reservoar i Brasilien.   Den ligger i delstaten Ceará, i den östra delen av landet, 1 500 kilometer nordost om huvudstaden Brasília. Açude Banabuiú ligger 137 meter över havet.
Omgivningarna runt Açude Banabuiú är huvudsakligen savann. Runt Açude Banabuiú är det glesbefolkat, med 15 invånare per kvadratkilometer.